# ساراگوسا (کومارکا)
ساراگوسا یک کومارکا (شهرستان) در آراگون، اسپانیا است. این شهرستان در مرکز استان ساراگوسا واقع شده‌است و شامل منطقه کلان‌شهری ساراگوسا می‌شود.
شهر ساراگوسا نام خود را به این شهرستان داده‌است.

## شهرها
الفاجارین، بتریتا، ال بورگو د ابرو، Cadrete، کوارته د هوئربا، فوئنتس د ابرو، خاولین، ماریا د هوئربا، مدیانا د آراگن، Mozota، نوئس د ابرو، اسرا د ابرو، پاستریس، La Pueblao de Alco, Utebo, Villafranca de Ebro, Villamayor de Gállego, Villanueva de Gállego, ساراگوسا، Zuera